# Jaime Báez
Jaime Báez Stábile (ur. 25 kwietnia 1995 w Montevideo) – urugwajski piłkarz występujący na pozycji skrzydłowego lub napastnika w klubie CA Peñarol. Wychowanek Juventudu, w swojej karierze grał także w takich zespołach jak Defensor oraz Livorno. Były reprezentant Urugwaju do lat 20. Posiada także obywatelstwa hiszpańskie i włoskie.
Jego ojciec Enrique Báez również był piłkarzem.